# امنان
امنان (به لاتین: Amnun) یک منطقهٔ مسکونی در اسرائیل است که در Upper Galilee واقع شده‌است.

## خصوصیات
امنان ۲۷۰ نفر جمعیت دارد.